# 그랜마
《그랜마》(영어: Grandma)는 2015년 미국의 코미디 드라마 영화이다. 폴 와이츠가 연출, 각본, 제작을 맡았다. 릴리 톰린은 이 영화를 통해 2016년 제73회 골든 글로브상 코미디·뮤지컬 영화 부문 여우주연상 후보에 올랐다.

## 줄거리
최근 오랜 동반자와 사별한 레즈비언 시인 엘에게 18살 손녀 세이지가 찾아와 당장 오후에 잡힌 낙태 수술 비용을 빌리려고 한다. 하필 현재 빈털터리인 엘은 세이지의 낙태비를 마련하기 위해 세이지를 차에 태우고 로스앤젤레스를 돌아다니며 아기 친부, 친구들, 전 남편 등을 방문한다.

## 출연
- 릴리 톰린
- 줄리아 가너
- 마샤 게이 하든
- 주디 그리어
- 샘 엘리엇
- 러번 콕스
- 엘리자베스 페냐
- 냇 울프
- 존 조
- 미시 도티
- 세라 번스
- 프랭크 콜리슨

## 기타 제작진
- 세트: 브리트니 루이즈
- 의상: 몰리 그런드먼